# Schnurrock

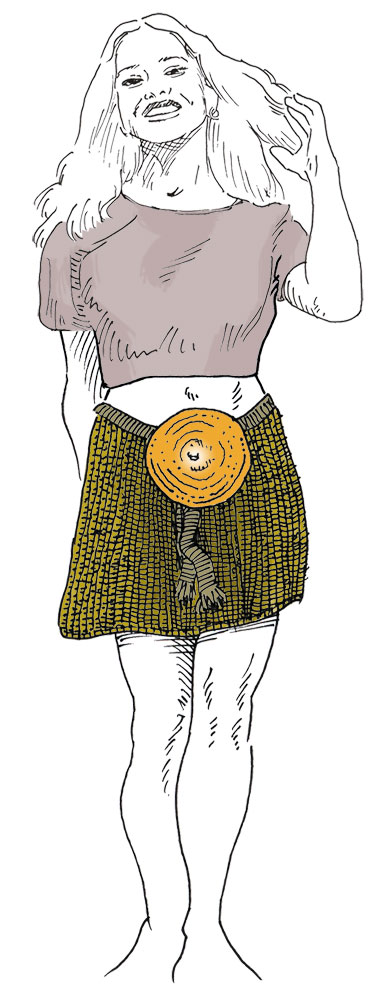
Schnurrock des Mädchens von Egtved

Der Schnurrock ist ein von Frauen getragenes rockähnliches Kleidungsstück, das aus einem gewebten Band besteht, aus dem die Schussfäden heraushängen und so den Hauptteil des Rockes bilden. Das bekannteste historische Beispiel für einen solchen Rock ist der Schnurrock des Mädchens von Egtved aus der späteren Nordischen Bronzezeit, der als Teil einer Grabausstattung 1921 bei Egtved im dänischen Jütland gefunden wurde.
Dieser Schnurrock besteht aus einem etwa 5 cm breiten und 220 cm langen Ripsband, aus dem die Schussfäden ca. 45 cm über das Gewebe hinausstehen. Am Anfang und Ende blieb ein jeweils etwa 45 cm langes Stück des Bandes ohne die Schussfadenverlängerung. Die Schussfäden wurden dann zu vieren miteinander zu Schnüren verzwirnt und mit einer Schlaufe abgeschlossen, die Enden wurden mit einer Wollschnur verbunden und das Ganze in Art eines Wickelrockes getragen. In anderen Ausformungen sind die Schnüre nicht umlaufend, sondern nur auf der Vorderseite vorhanden und bedecken dann die Scham ähnlich einem Lendenschurz oder sie liegen hinten und bedecken dann das Gesäß oder die Schnüre liegen vorne und hinten mit Öffnungen des Schnurvorhangs an den Seiten.
Der Schnurrock von Egtved ist zwar das älteste erhaltene Exemplar eines solchen Rockes, es wird aber angenommen, dass der Schnurrock eines der ältesten weiblichen Kleidungsstücke überhaupt ist, da Abbildungen und Plastiken von Frauen mit Schnurrock schon aus der Steinzeit überliefert sind.
So trägt eine neolithische Tonstatuette aus Schypynzi, Rajon Kizman in der westlichen Ukraine einen deutlich erkennbaren Schnurrock und die vom Gesäß abwärts verlaufenden Gravuren der Venus von Lespugue aus dem altsteinzeitlichen Gravettien werden ebenfalls als Schnurrock gedeutet.

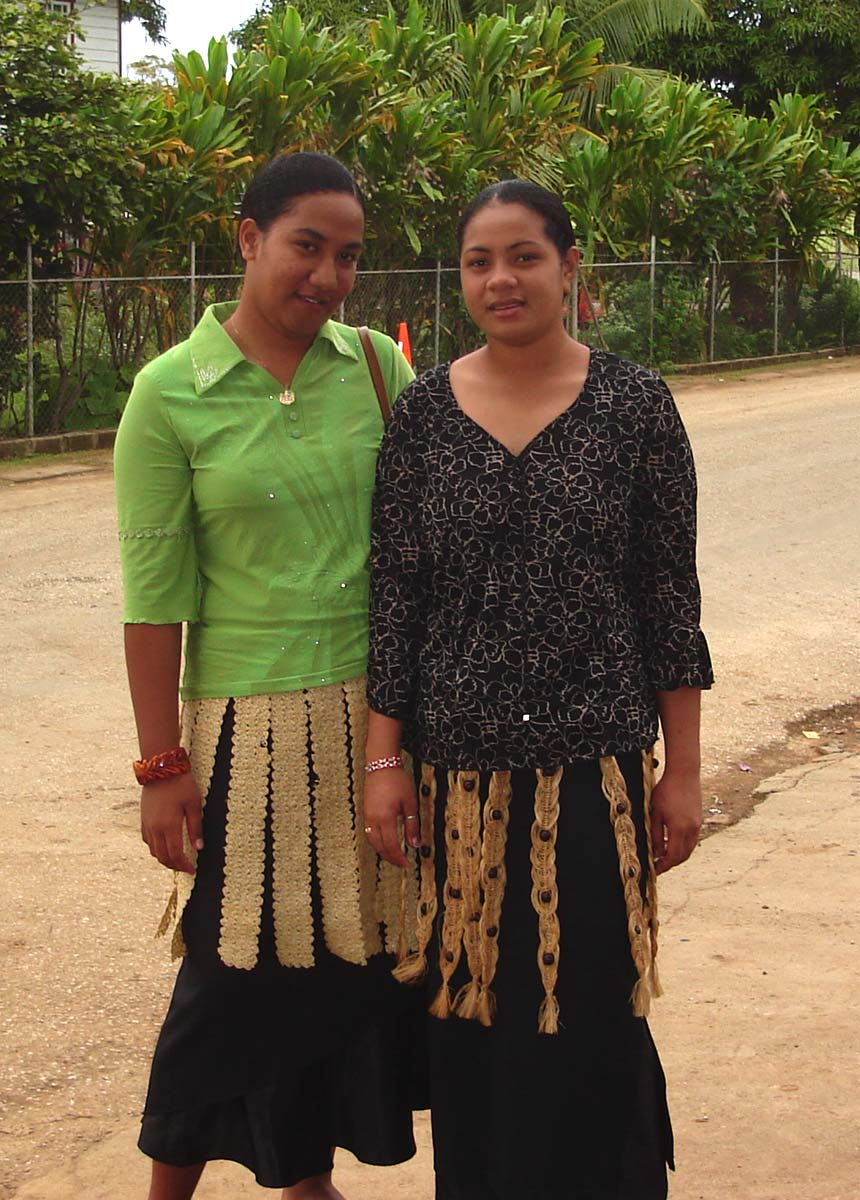
Mädchen auf Tonga mit Kiekies

Es handelt sich also einerseits um ein sehr altes Kleidungsstück, andererseits sind Schnurröcke bis heute Teil traditioneller Kleidung in manchen Kulturen. Als Beispiel zu nennen sind hier die auf Bali getragenen Schnurröcke und die Kiekies auf Tonga, die bei festlichen Anlässen von Frauen getragen werden. Das Material, aus dem die diversen Formen gefertigt werden, ist vielfältig und umfasst alle Arten pflanzlicher und tierischer Fasern: Bast, Blätter, Gras, Rinde und natürlich Garne aus Pflanzenfasern, Wolle und Haar (so bei den Nyimparra genannten Schnurröcken der westaustralischen Ureinwohner).
Eine nicht-ornamentale Funktion dieses traditionsreichen Kleidungsstückes bleibt unklar, da ein Schnurrock weder nennenswert wärmen noch schützen kann, auch die heute übliche Funktion des optischen Verdeckens des Schambereichs ist nicht gegeben, vielmehr wird der Bereich eher betont als verdeckt.